# Scophthalmus rhombus
Scophthalmus rhombus Linnaeus, 1758, conhecido pelo nome comum de rodovalho  é uma espécie de peixe pertencente a família Scophthalmidae, do grupo dos peixes ósseos, de tamanho máximo variando de 101 a 200 cm, classificado originalmente por Linnaeus, em 1758.

## Descrição
Assim como os outros "peixes-chatos" (solha, rodovalho, pregado ou linguado), suas larvas são semelhantes as de outros peixes e vivendo aproximadamente um determinado período na coluna de água, antes de sofrerem uma metamorfose.
Nesta metamorfose se adaptam à vida no fundo do mar. O olho direito desloca-se, a boca desvia-se e o corpo achata-se, até ficar plano. Possui a capacidade de mimetizar o ambiente pela mudança da coloração da pele, além de enterrar-se na areia, evitando os predadores.